# بيل بريغز
بيل بريغز هو لاعب كرة القدم الكندية وكاهن كندي، ولد في 6 أبريل 1925 في تورونتو في كندا، وتوفي في 19 أبريل 2000 في بينتيكتون في كندا.